# Status socjoekonomiczny
Status socjoekonomiczny – miara określająca status społeczny jednostki lub grupy społecznej za pomocą wskaźników doświadczenia zawodowego (statusu zawodowego) oraz zbliżonej do innych pozycji pod względem bogactwa (dochodu), wykształcenia, miejsca zamieszkania, prestiżu, zakresu władzy, stylu życia i sposobu spędzania czasu wolnego.